# Тихонець Олександр Олександрович
Тихонець Олександр Олександрович (10 квітня 2002 — 19 червня 2023) — молодший сержант Збройних сил України, учасник російсько-української війни.
Український футзаліст.
«Моя мова — моя броня» — ця фраза асоціюється з Олександром, саме вона відображає важливість мови як інструменту, що допомагає виражати думки та захищати свої ідеї. Вона підкреслює силу слова та вплив мови на наше сприйняття світу.

## Військові звання
- Солдат (2022)
- Молодший сержант (17.06.2023)

## Біографія
Народився Олександр 10 квітня 2002 року в місті Славута. Проживав з матір'ю та братом.
Навчався в НВК "СЗОШ I—III ст., ліцей «Успіх». У 2019 році закінчив Мукачівський ліцей N°1, де отримав атестат про середню освіту.
Пізніше вступив до Київського національного університету фізичного виховання та спорту України на факультет «Тренерська діяльність в обраному виді спорту».
Професійно займався футболом. Успішно виступав за футзальні команди «Сокіл-2» та МФК «Славута». Грав в футбольних клубах «Мункач» м. Мукачево та «Любомир» м. Київ.
Окрім футболу займався боксом в клубі «БК Патріот» та відвідував секції боротьби «Самбо».
Згодом, відклавши кар'єру футболіста до мирних часів, добровольцем пішов захищати Україну доєднавшись до підрозділу, у якому служили його друзі.
Олександр був звичайним військовослужбовцем, який пройшов через багато випробувань і боїв під час своєї служби. Він завжди відзначався сильною волею, розумінням тактики та вмінням працювати в команді. Його готовність брати на себе відповідальність і боротися за успіх своєї одиниці були помітними для кожного, хто з ним працював.
Олександр знаходився в незручному положенні, оскільки він був молодшим за багатьох своїх побратимів. Однак, його ентузіазм і вміння мобілізувати людей були очевидними.
Крім того, Олександр показував приклад відваги та відданості своїм товаришам з підрозлілу. Він завжди був готовий ризикувати власним життям заради безпеки і успіху свого підрозділу. Його лідерські якості стали прикладом для інших військовослужбовців, і внаслідок чого Олександр був призначеним командиром відділення.
Не зважаючи на свої молоді роки, Олександр мав багато планів на майбутне та сильну жагу до життя. Під час служби у війську Олександр неодноразово заохочувався командуванням та був нагороджений нагрудним знаком «Ветеран війни».
Дуже рано, на злеті, від рук російських окупантів обірвалося життя світлої, позитивної, доброзичливої людини, надійного товариша, вірного сина України. Саме таким згадують хлопця його рідні, друзі, побратими…
Молодший сержант протитанкового батальйону.
Указом президента України № 485/2023 Олександра було нагороджено орденом «За мужність ІІІ ступеня»

## Загибель
Загинув Олександр внаслідок артилерійського обстрілу, під час виконання бойового завдання 19 червня 2023 року в районі населеного пункту Курдюмівка
Внаслідок артилерійського обстрілу водночас з Олександром загинули його побратими :
Холмогоров Ярослав Леонідович «Холм» — командир взводу
Мовчан Михайло «Тінь» — командир відділення

## Вшанування пам'яті
Рішенням сесії міської ради від 04.08.2023 року № 1-28/2023 присвоєно звання «Почесний громадянин м. Славути» (посмертно).
В місті Київ на Софіївській площі розміщений плакат присвячений Олександру.
1 жовтня 2023 року в місті Славута було проведено турнір серед юнаків 2012—2013 років народження присвячений Олександру Тихонцю «кубок Олександра Тихонця», перемогу здобули одномістяни Олександра, команда «Sport Kids».